# 총포화약안전기술협회
총포화약안전기술협회(銃砲火藥安全技術協會, Guns and Explosives Safety Technology Association)는 총포·화약류·분사기·전자충격기·석궁 등의 안전검사, 안전기술의 연구 개발과 교육을 담당하는 기관으로 총포·화약류로 인한 위험과 재해의 예방을 위해 설립되었다. 서울특별시 마포구 용강동 116-8에 위치하고 있다.

## 설립 근거
- 총포·도검·화약류 등의 안전관리에 관한 법률 제48조[1]

## 주요 업무
- 총포, 화약류 등의 안전에 관한 기술지원, 안전검사
- 총포, 화약류 등의 안전에 관한 연구개발, 안전교육
- 총포, 화약류 등의 안전에 관한 계몽 및 홍보

## 연혁
- 1985년 7월 11일 법인설립. 업무개시. 서울특별시 강남구 논현동(삼화빌딩)
- 1990년 9월 1일 사옥이전. 서울특별시 강남구 신사동(성원빌딩)
- 1992년 9월 12일 사옥이전. 서울특별시 영등포구 신길동 107-2
- 2001년 11월 15일 사옥이전. 서울특별시 마포구 용강동 116-8

## 조직

### 이사장
- 회계고문·법률고문
- 기술전문위원회

#### 상임이사
- 운영지원처
- 안전교육처
- 회원사무처
- 총포안전처
- 화약안전처

## 같이 보기
- 경찰청